# Ruby Bentall
Ruby Bentall (Camden, 3 aprile 1988) è un'attrice britannica.

## Filmografia parziale

### Cinema
- Tormented, regia di Jon Wright (2009)
- Robin Hood, regia di Ridley Scott (2010)
- Turner, regia di Mike Leigh (2014)
- Interlude in Prague, regia di John Stephenson (2017)
- La vita straordinaria di David Copperfield (The Personal History of David Copperfield), regia di Armando Iannucci (2019)
- Il concorso (Misbehaviour), regia di Philippa Lowthorpe (2020)
- L'arma dell'inganno - Operation Mincemeat (Operation Mincemeat), regia di John Madden (2021)
- L'ultima regina - Firebrand (Firebrand), regia di Karim Aïnouz (2023)

### Televisione
- Holby City – serie TV, episodi 8x20-20x30 (2006-2018)
- New Tricks - Nuove tracce per vecchie volpi (New Tricks) – serie TV, episodio 5x07 (2008)
- Doctors – serial TV, puntata 76 (2007)
- Oliver Twist, regia di Coky Giedroyc – miniserie TV, puntata 1 (2007)
- Il romanzo di Amanda (Lost in Austen), regia di Dan Zeff – miniserie TV, 4 puntate (2008)
- Metropolitan Police (The Bill) – serie TV, episodio 25x26-25x27 (2009)
- Il coraggio di Irena Sendler (The Courageous Heart of Irena Sendler), regia di John Kent Harrison – film TV (2009)
- Lark Rise to Candleford – serie TV, 29 episodi (2009-2011)
- The Paradise – serie TV, 8 episodi (2012)
- Poldark – serie TV, 18 episodi (2015-2018)
- Jekyll and Hyde, regia di Colin Teague, Joss Agnew, Robert Quinn e Steward Svaasand – miniserie TV, 7 puntate (2015)
- Absentia – serie TV, episodi 1x01-1x08 (2017)
- L'ispettore Barnaby (Midsomer Murders) – serie TV, episodio 20x03 (2018)
- Industry – serie TV, 3 episodi (2020)
- The Serpent Queen – serie TV, 15 episodi (2022-2024)
- Still Up – serie TV, episodio 1x04 (2023)

## Doppiatrici italiane
Nelle versioni in italiano delle opere in cui ha recitato, Ruby Bentall è stata doppiata da:
- Eva Padoan in The Paradise
- Angela Brusa in Poldark
- Olivia Costantini ne Il concorso
- Valentina De Marchi in The Serpent Queen
- Martina Felli in L'ultima regina - Firebrand